# O Lago do Fim do Mundo
O Lago do Fim do Mundo é um conto de fadas da tradição oral pré-colombiana. Segundo a estória, o filho do imperador inca nasceu doente e todos os médicos e curandeiros não conseguiram curá-lo. Certo dia, o monarca foi a uma caverna onde um fogo sagrado ficava acesso dia e noite e pediu ajuda. Ele então escurou uma voz dizendo que seu filho devia beber da água mágica do lago do fim do mundo. Com o espalhar da notícia, vários guerreiros foram em busca do lago, mas nenhum o encontrou. Quando a notícia chegou no vale onde vivia uma família de lhamas, a menina Sumac foi em busca da água, atravessando desafios da montanha e da solidão.